# Konrad II av Bayern
Konrad II av Bayern, född 1052, död 1055, var regerande hertig av Bayern från 1054 till 1055. 